# بخش گلن
بخش گلن یکی از بخشهای ایالت فریبورگ  در کشور سوئیس است.